# Канозерски петроглифи
Канозерски петроглифи (рус. Канозерские петроглифы) представљају значајан број праисторијских цртежа на стенама које је 5. јула 1997. на обалама језера Канозеро на југу Мурманске области у Русији пронашао археолог Јуриј Иванов. Локалитет се налази на 13 километара северно од варошице Умбе (на територији Терског рејона), односно на неких 250 километара југоисточно од Мурманска. Канозерски петроглифи настали су вероватно током  и II миленијума пре нове ере, а до 2014. у истраживањима које су организовали Ревдински природњачки музеј и Кољска археолошка експедиција Руске академије наука откривено је више од хиљаду петроглифа на три острва у језеру Канозеро (на острвима Велики и Мали Подмунски и Скалисти). Значење петроглифа до данашњих дана није дешифровано.
Током двехиљадитих година основан је музеј на отвореном „Петроглифи Канозера”, а у децембру 2014. подигнута је и заштитна стаклена купола над петроглифима.